# Hadrocryptus ditissimus
Hadrocryptus ditissimus là một loài tò vò trong họ Ichneumonidae.